# Geoffrey Alan Jellicoe

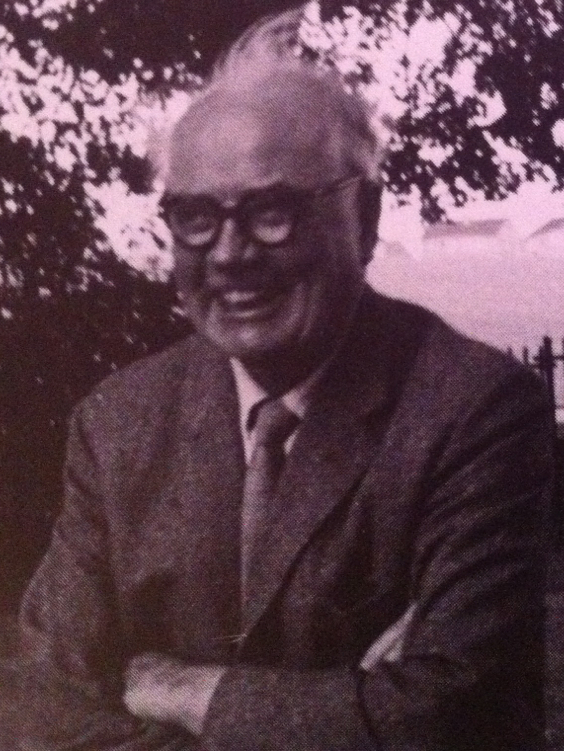
Geoffrey Alan Jellicoe

Geoffrey Alan Jellicoe (* 8. Oktober 1900 in London; † 17. Juli 1996 in Seaton, Devon) war ein britischer Landschaftsarchitekt und Stadtplaner. Er verwirklichte eine große Zahl gartengestalterischer und stadtplanerischer Projekte. Er verfasste grundlegende Schriften zum Thema und setzte sich in zahlreichen Organisationen für landschaftsplanerische Belange ein. Jellicoe, vielfach ausgezeichnet, zählt zu den international bekanntesten Landschaftsarchitekten des 20. Jahrhunderts und gilt als der führende Vertreter des landscape design (Konzept gestalteter Landschaft).

## Leben
Jellicoe war der jüngere Sohn von George Edward Jellicoe, einem Verlagsmanager, und dessen Ehefrau Florence Waterson (geb. Waylett), einer Kunstmalerin. Nach der Trennung der Eltern lebte der vierzehnjährige Jellicoe bei seiner Mutter. Er besuchte das Cheltenham College als Internatsschüler. Von 1919 bis 1923 studierte er Architektur in Bloomsbury (London) an der Architectural Association School; nach Abschluss war er Student der British School in Rom. Ein Stipendium gestattete ihm, gemeinsam mit John Chiene Shepherd (1896–1988) Italien zu bereisen; sie erforschten und zeichneten alte Gärten der Renaissance und veröffentlichten ihre Studien 1925 in einem Buch.
Nach anfänglicher Zusammenarbeit mit Shepherd gründete Jellicoe ein eigenes Planungsbüro in London (Bloomsbury Square, 1931). 1929 gründete er das Institute of Landscape Architects (später Landscape Institute). Er lehrte von 1929 bis 1934 an der Architectural Association, die er von 1939 bis 1942 auch leitete. Prominente private Auftraggeber ermöglichten ihm die großzügige Ausführung seiner Landschaftsgestaltungen, wobei er zwischen 1935 und 1939 auch mit Russell Page (1906–1985) zusammenarbeitete.
1936 heiratete er Ursula Pares, die als Susan Jellicoe seine engste Mitarbeiterin wurde. Während des Zweiten Weltkriegs setzte er sich für die unverzügliche Beseitigung von Schäden durch Bombentreffer ein. 1948 organisierte er in Cambridge eine Konferenz, deren Ergebnis die Gründung der International Federation of Landscape Architects (Internationale Vereinigung der Landschaftsarchitekten) war und die zum Weltverband wurde (IFLA). Seit 2004 vergibt dieser Verband in Erinnerung an seinen Mitbegründer den Sir Geoffrey Jellicoe Award als höchste Auszeichnung an Landschaftsarchitektinnen und Landschaftsarchitekten für ein ausgezeichnetes Lebenswerk.
Ab 1954 führte Jellicoe sein Büro gemeinsam mit Francis Coleridge. 1973 beendete er die Zusammenarbeit und ging in den beruflichen Ruhestand; er nahm jedoch noch ausgewählte Aufträge an. Beeinflusst von Frederick Gibberd (1908–1984) hatte Jellicoe in den 1960er Jahren begonnen, zeitgenössische Gemälde zu sammeln; 1954 bis 1968 war er Mitglied der Royal Fine Art Commission und 1967 bis 1974 Kuratoriumsmitglied der Tate Gallery.
Jellicoe erfuhr zahlreiche Ehrungen (Ritterschlag 1979) von den britischen, amerikanischen und australischen Berufsverbänden der Landschaftsarchitekten (Goldmedaillen 1981, 1985, 1990) sowie der Royal Horticultural Society (Victoria-Ehrenmedaille 1995). 
Jellicoe starb 1996 an Herzversagen. Er wurde im Golders Green Crematorium in London eingeäschert, wo sich auch seine Asche befindet.

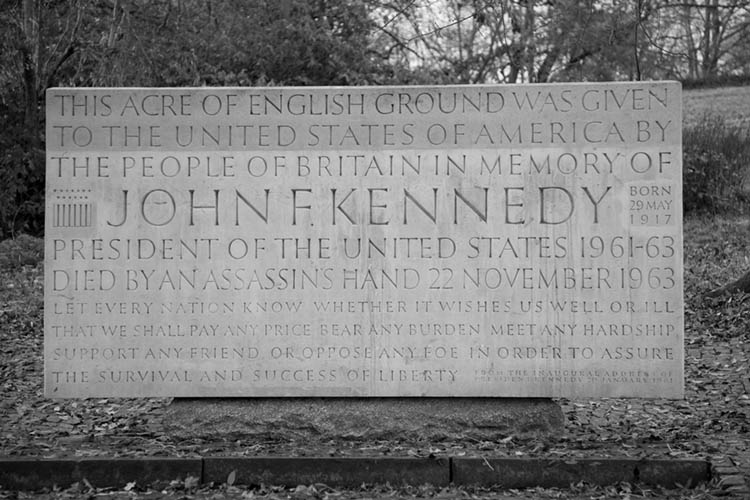
JFK Memorial, entworfen von Geoffrey Jellicoe

## Projekte (Auswahl)
- Caveman Restaurant, Cheddar Gorge (1934–36)
- Ditchley Park (1935–39)
- Royal Lodge, Windsor (1936–39)
- Planung für Hemel Hempstead New Town (1947)
- fünf Aufträge in Nordrhodesien (1947–52)
- Dachcafé und Wassergarten im Harvey’s Store, Guildford (1956–57)
- Water Gardens, Hemel Hempstead (1957–59)
- Stadtzentrum von Gloucester (1961)
- Kennedy Memorial, Runnymede, Berkshire (1964–65)
- Shute House, Donhead St Mary (1968–80)
- öffentliche Gärten für Modena und Brescia (1980–84; 1983)
- Sutton Place, Guildford (1980–86)
- Moody Gardens, Galveston, Texas (1984)
- Historical Gardens, Atlanta, Georgia

## Schriftliches Werk
- Italian gardens of the Renaissance (1925; mit J. C. Shepherd, neu hrsg. 1986)
- Gardens and design (1927)
- Baroque gardens of Austria (1931)
- Studies in landscape design, 3 Teile (1959, 1966, 1970)
- Motopia (1961)
- The use of water in landscape architecture (1971; mit Susan Jellicoe)
- The landscape of man (1975; mit Susan Jellicoe, überarbeitet 1987, 1991; deutsch als Die Geschichte der Landschaft, 1988)
- The Guelph lectures on landscape design (1983)
- The Moody historical gardens (1989)
- The landscape of civilization (1989)
- Writings, Band 1 (1993)